# Nils Rosberg
Nils Rosberg, född 8 september 1865 i Gödelövs socken, Malmöhus län, död 2 april 1957 i Stockholm, var en svensk målare och dekorationsmålare.
Han var son till byggnadssnickaren och torparen Anders Olsson och Metta Andersson. Rosberg utbildade sig först till dekorationsmålare men han ville förkovra sina konstnärlig anlag. Han sökte sig till Göteborg där han studerade för Reinhold Callmander vid Slöjdföreningens skola, senare ordnades en frielevplats för honom vid Valands målarskola av Göteborgs musei ombudsman Carl Lagerberg. Efter studierna i Göteborg reste han på studieresor till Tyskland och Frankrike där han levde ett glatt bohemliv men även periodvis arbetade som dekorationsmålare. Han återvände till Sverige 1887 och bosatte sig i Göteborg där han var verksam som dekorationsmålare, bland annat biträdde han Ole Kruse i dennes dekorationsmålningar i Göteborgstrakten. Under åren 1890–1891 utförde han ensam dekorationsmålningen av Frimurarelogens hus i Kristiania. Han umgicks i konstnärskretsen kring Ivar Arosenius och när han avled 1909 ville inte Rosberg vara kvar i Göteborg utan flyttade då till Stockholm. Där kom han att arbeta med dekorationsmålning för Albert Ranfts teatrar innan han slutligen blev dekorationsmålare inom filmindustrin. Omkring 1912 arbetade han som medhjälpare till skyltmålaren Oscar Sivertzen och tillhörde vid denna tid konstnärskretsen bestående av Ivan Aguéli, Gotthard Widing, Ture Holm och norrmannen Karl Teigen som några gånger i veckan tecknade kroki i en ateljé som hyrdes av Sivertzen. Han medverkade i samlingsutställningar med Sveriges allmänna konstförening. Under sin Göteborgstid målade han landskapsbilder från Göteborg och dess omgivningar. Rosberg finns representerad vid Göteborgs historiska museum.

### Fotnoter
1. ↑  Göteborgs Historiska museum